# Rompa
Jac. Rompa en Zonen B.V., de oorspronkelijke naam van het latere "Rompa Kunststofprodukten B.V.", begon ooit als een leer verwerkend bedrijf in Terheijden en is uitgegroeid tot een kunststofverwerkend bedrijf met diverse productielocaties en handelskantoren in Nederland, China (Hong Kong, Shanghai, Chengdu, Jiangmen), Tsjechië en de USA. 
Deze bedrijven behoren toe aan de huidige zogeheten "Rompa-Group". De Rompa Group maakt gebruik van de technieken spuitgieten, thermovormen en diverse decoratietechnieken.

## Geschiedenis
Het bedrijf werd in 1881 opgericht als leerlooierij, waarna het bedrijf zich sinds 1933 op lederen producten ging toeleggen. Opdrachtgevers waren het leger en de toenmalige PTT. Rompa maakte onder andere de posttassen voor de PTT en riemen voor het leger. Verder kreeg het bedrijf bekendheid door de fabricage van voetballen, waarbij Rompa de thans gebruikelijke voetbal ontwikkelde met gladde buitenkant; toen een innovatie.
Rompa begon in 1939 met het vervaardigen van de lederen etuis voor de Philishave. Later werden daar ook etuis voor transistorradio's aan Philips toegevoegd.
Sinds de jaren 50 van de 20e eeuw schakelde Rompa geleidelijk aan over op kunststof, waarbij vacuümgevormde (sinds 1960) en spuitgiet (sinds 1969) producten gemaakt konden worden. Rompa ontwikkelde zich daarmee tot toeleverancier voor de industrie, waarbij Rompa als een van de weinigen in 1995 al In Mould Decoration toepaste. Rompa maakt sindsdien onder andere spuitgiet behuizingen, luxe opbergdozen voor scheerapparaten, brillen & pennen en onderdelen voor de automotive branche. Ook maakt Rompa thermogevormde blister verpakkingen, inlays, verpakkingsdoosjes en transport trays. Buiten spuitgieten en thermovormen heeft Rompa zich tevens toegelegd op het maken van samengestelde producten (assemblage) zoals oplaadstations en het decoreren van kunststoffen.
In 1989 nam de familie Rompa afscheid van het bedrijf, maar de familienaam bleef gehandhaafd. In 1995 werd Rompa overgenomen door Hazenveld Holding en in 2005 kwam het in de handen van W.van Hoof door een managementbuy-out. Het bedrijf ging zich internationaal oriënteren door vestigingen in Hongkong (1997), Jiangmen (Kanton), Tsjechië (Vyškov, 2005), de Verenigde Staten (Portland (Oregon), 2006), Chengdu (China) 2011 en Shanghai (China) 2012.
Op 22 november 2007 werd het kantoorgedeelte in Terheijden door brand verwoest, maar de productiehallen bleven gespaard. Hierdoor kon het bedrijf onverminderd blijven leveren. In september 2008 werd het in Tilburg gevestigde bedrijf Technoplast opgenomen binnen de groep. Door die overname ontstond verdere verbreding van de productiemogelijkheden; Technoplast had namelijk een ruime reputatie opgebouwd in onder meer de automotive- en medische markt. Ook werd besloten de hoofdvestiging naar Tilburg te verplaatsen en de - relatief verouderde - faciliteit in Terheijden af te bouwen.
Eind 2009 verhuisde de Tsjechische fabriek, Rompa CZ, naar een splinternieuwe productiehal van 10.000m² met bijbehorende kantoren in Vyskov (Tsjechië).
Eind 2013 verhuisde de Chinese fabriek in Jiangmen naar een nieuwe grotere productiehal.
In 2014 had de Rompa Group wereldwijd ongeveer duizend mensen in dienst.
Door in te zetten om het assembleren van kunststofproducten werd in 2015 Rompa SK in Bardejov (Slowakije) opgericht. De compleet gerenoveerde assemblagefaciliteit in Bardejov werd officieel geopend door de Slowaakse premier Robert Fico.

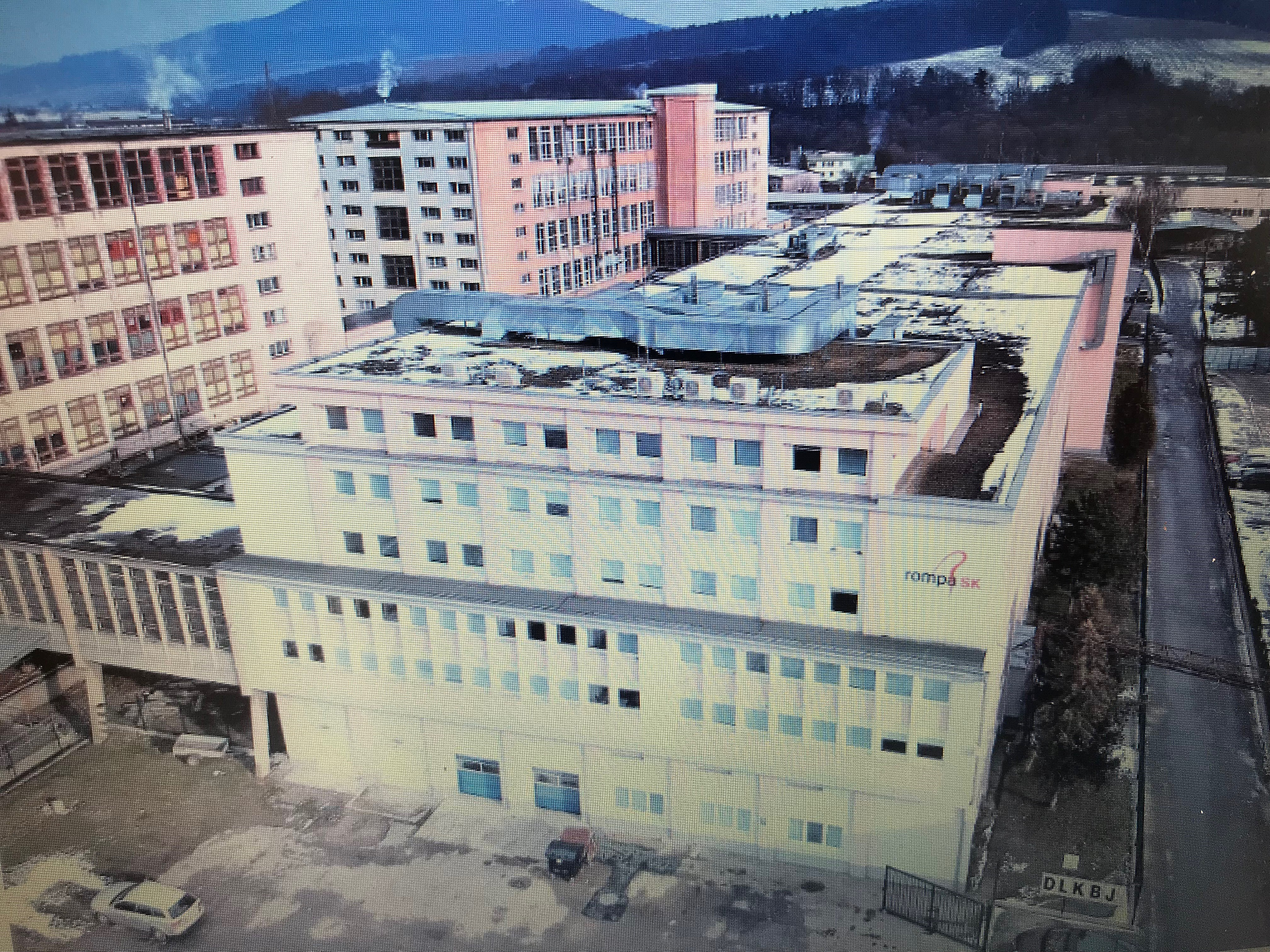
Rompa SK

In hetzelfde jaar heeft Rompa de wereldwijde productiekracht versterkt door twee joint ventures aan te gaan. In januari gaat Rompa Group een joint venture aan met het Amerikaanse bedrijf TransNav, genaamd TransRompa en later het jaar komt de joint venture met RH-Packaging uit het Verenigd Koninkrijk tot stand.
Na uitbreiding van de assemblage activiteiten in Europa, Amerika en Azië heeft Rompa Group zich meer en meer ontwikkeld tot verticaal geïntegreerd bedrijf, waarbij Rompa niet alleen de productie via spuitgieten of thermovormen op zich neemt, maar Rompa ook ondersteunt in het genereren van productideeën, productontwerp, assemblage en ook productie van elektronica. Hiermee is Rompa een echt Electronic Manufacturing Service (EMS) bedrijf geworden. Dit betekent dat Rompa Group in staat is kunststof (eind)producten te produceren en assembleren met of zonder ingebouwde elektronica. Uiteraard verzorgt Rompa ook de kunststof eindverpakking en voorraadmanagement.
In 2018 werd gestart met de bouw van een nieuwe productielocatie in Leipheim, Duitsland. Deze fabriek richt zich op de grotere kunststofdelen voor de Europese markt. De fabriek ontstond door de nauwe samenwerking met klant Britax Römer Child Safety GmbH die zocht naar een leverancier die hun EMEA hoofdkantoor in Leipheim direct kan bevoorraden via een naastgelegen productiefaciliteit. In 2019 is de fabriek in Leipheim opgeleverd en volledig operationeel.